# Valgrisenche (valle)
La Valgrisenche (pron. fr. AFI: [valɡʁizɑ̃ʃ] - Vâgresèntse in dialetto valdostano) è una valle laterale della Valle d'Aosta.

## Geografia
La valle si dirama dalla valle principale all'altezza dell'abitato di Arvier.
È solcata dalla Dora di Valgrisenche, tributario di destra della Dora Baltea, che per un tratto scava una gola ai piedi dei ruderi del Castello di Montmayeur. Di particolare nota è il lago di Beauregard (1.770 m).

### Orografia
I monti principali che contornano la valle sono:
- Aiguille de la Grande Sassière - 3.751 m
- Grande Rousse - 3.607 m
- Testa del Rutor - 3.486 m
- Grande Traversière - 3.496 m
- Punta Bassac Sud - 3.461 m
- Becca di Suessa - 3.423 m
- Monte Château Blanc - 3.408 m
- Becca della Traversière - 3.337 m
- Becca de Tos - 3.302 m
- Monte Paramont - 3.301 m
- Ormelune - 3.278 m
- Punta di Rabuigne - 3.261 m
- Mont Forciaz - 3.234 m
- Becca de Pré-d'Amont - 3.234 m
- Becca Giasson - 3.215 m
- Pointe de la Louetta - 3.214 m
- Pointe de Félumaz - 3.189 m
- Becca Tey - 3.186 m
- Grand Revers - 3.165 m
- Becca du Merlo (in francese, Pic de Chamin) - 2.961 m

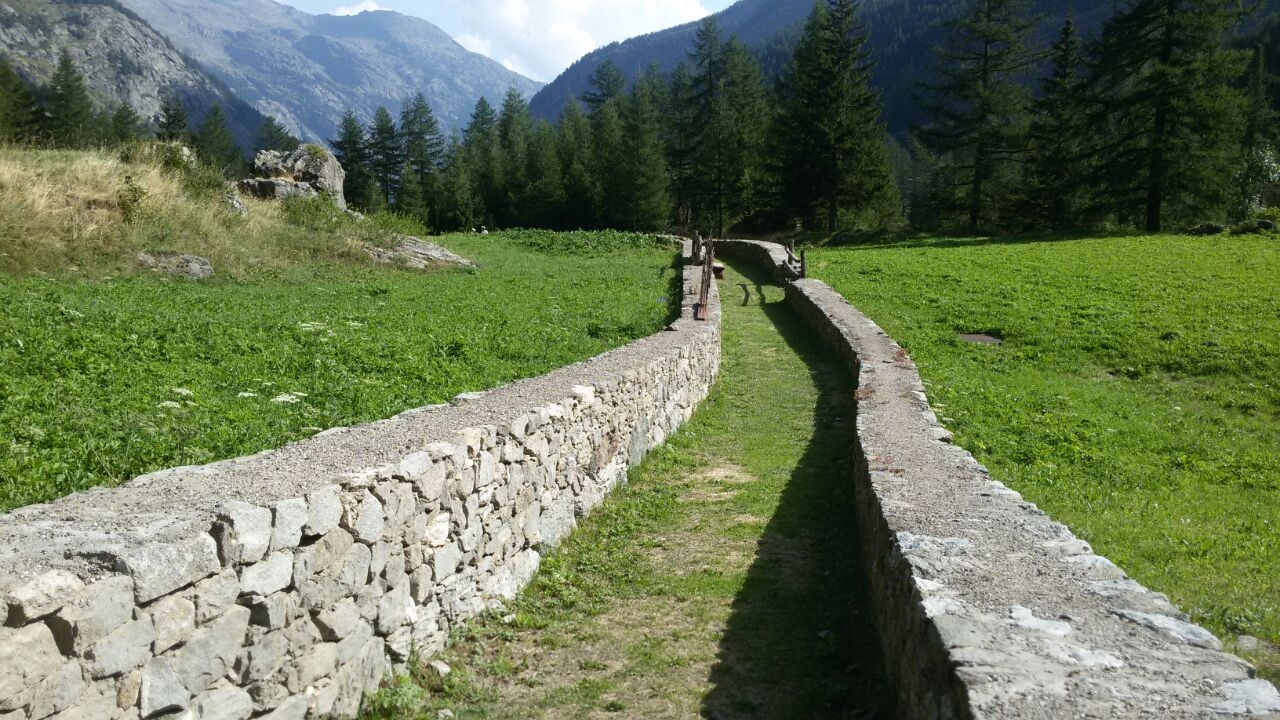
Una mulattiera

- Becca di Verconey - 2.925 m

### Valichi alpini
La valle non ha facili collegamenti con le vallate vicine. I principali valichi alpini sono:
- Colle della Grande Rousse - 3.500 m - verso la Val di Rhêmes
- Colle di San Grato - 3.300 m - verso il Vallone di La Thuile
- Colle di Bassac - 3.153 m - verso la Val di Rhêmes
- Col Fenêtre - 2.847 m - verso la Val di Rhêmes
- Col Vaudet - 2.836 m - verso Sainte-Foy-Tarentaise in Tarantasia
- Col du Mont - 2.646 m - verso Sainte-Foy-Tarentaise in Tarantasia

## Centri abitati
- Valgrisenche

## Turismo
Per favorire l'ascensione ai monti della valle e l'escursionismo in alta quota, la valle è dotata di alcuni rifugi e bivacchi:
- Rifugio Chalet de l'Épée - 2.370 m
- Rifugio Mario Bezzi - 2.284 m
- Rifugio degli Angeli al Morion - 2.916 m
- Bivacco Luigi Ravelli - 2.860 m

La valle è inoltre attraversata dall'Alta via della Valle d'Aosta n. 2.

## Sito di interesse comunitario
Gli ambienti d'alta quota della Valgrisenche sono stati proposti sito di interesse comunitario con codice pSIC IT1205010 per una superficie di 336 ettari.